# Françoise Bettencourt Meyers
Françoise Bettencourt Meyers (10 de julio de 1953) es una heredera milmillonaria francesa y escritora de comentarios sobre la Biblia y trabajos sobre la relación judeocristiana. Es la única hija y por tanto heredera de Liliane Bettencourt. Su familia es dueña de L'Oréal. Está casada con Jean-Pierre Meyers, el nieto de un rabino asesinado en Auschwitz. Después de su matrimonio, Meyers decidió criar a sus hijos como judíos. Su matrimonio causó controversia debido a que su abuelo materno, Eugène Schueller, tuvo que sentarse en juicio por su colaboración con el gobierno Nazi.
En 2008, le puso una denuncia a François-Marie Banier por cogerle dinero a su "inestable" madre, y comenzó procedimientos para declarar a su madre "mentalmente incompetente". Las revelaciones en las grabaciones secretas que usó como evidencia dieron origen al escándalo Woerth-Bettencourt. En diciembre de 2010, Bettencourt-Meyers anunció que se había resuelto el juicio sobre su madre y Banier.
Su madre falleció en septiembre de 2017 cuando su patrimonio neto era de 39,5 mil millones de USD, lo que situó a Francoise Bettencourt Meyers entre las veinte personas más ricas del mundo, y la primera entre las mujeres.